# Jacek Gollob
Jacek Gollob (ur. 27 października 1969 w Bydgoszczy) – polski żużlowiec.
Brat Tomasza Golloba i ojciec Oskara Ajtnera-Golloba, również żużlowców.
Największymi osiągnięciami Jacka Golloba są tytuły indywidualnego mistrza Polski zdobyte w latach 1998 i 2000 oraz brązowy medal z 2005 roku. W finałach IMP startował aż jedenastokrotnie. 10 razy wystąpił w finałach Złotego Kasku. Sukcesy odnosił także w mistrzostwach Polski par klubowych – aż pięć razy stawał na najwyższym podium. Multimedalista drużynowych mistrzostw Polski.
Na arenie międzynarodowej uczestniczył w trzech finałach Drużynowych Mistrzostw Świata: w 1994 roku w Broksted zdobył srebrny medal, rok później w Bydgoszczy wraz z drużyną zajął szóste miejsce, a w trzecim starcie w 1998 roku w Vojens czwartą lokatę na świecie.
Wystąpił w dwóch turniejach Grand Prix Polski: w 1998 był 18., a w 1999 7. Ponadto jako rezerwowy został zaproszony do startu w GP Wielkiej Brytanii 2000, gdzie miał zastąpić kontuzjowanego swojego brata; J. Gollob odmówił jednak, gdyż jak twierdził otrzymał za mało czasu na przygotowanie się do startu.
Postanowieniem Prezydenta RP, Aleksandra Kwaśniewskiego z dnia 7 lutego 2000 za zasługi w działalności na rzecz rozwoju sportu został odznaczony Złotym Krzyżem Zasługi.
4 grudnia 2009 postanowił zakończyć karierę. Jednak po 7 miesiącach (23 lipca 2010) podpisał kontrakt z Polonią Piła i wrócił do żużla, umowę z pilskim klubem zawarł również na sezon 2014.
W latach 2016–2017 był trenerem żużlowców Polonii Bydgoszcz. W sezonie 2016 startował także w barwach tego zespołu jako żużlowiec.

## Starty w Grand Prix
| Sezon | Numer | 1   | 2   | 3   | 4   | 5         | 6     | Msc. | Pkt. |
| ----- | ----- | --- | --- | --- | --- | --------- | ----- | ---- | ---- |
| 1998  | 24    | CZE | DEU | DNK | GBR | SWE       | POL 4 | 29   | 4    |
| 1999  | 23    | CZE | SWE | POL | GBR | POL II 12 | DNK   | 23   | 12   |

| Statystyki        | Statystyki |
| ----------------- | ---------- |
| Starty            | 2          |
| Zwycięstwa        | 0          |
| Miejsca na podium | 0          |
| Finalista         | 0          |
| Punkty            | 16         |

## Osiągnięcia
Drużynowe Mistrzostwa Świata:
- 1994 (Brokstedt) – II miejsce,
- 1995 (Bydgoszcz) – VI miejsce,
- 1998 (Vojens) – IV miejsce.

Indywidualne Mistrzostwa Polski:
- 1991 (Toruń) – XIII miejsce,
- 1995 (Wrocław) – VIII miejsce,
- 1996 (Warszawa) – XIV miejsce,
- 1997 (Częstochowa) – V miejsce,
- 1998 (Bydgoszcz) – I miejsce,
- 1999 (Bydgoszcz) – IV miejsce,
- 2000 (Piła) – I miejsce,
- 2001 (Bydgoszcz) – XII miejsce,
- 2005 (Tarnów) – III miejsce,
- 2006 (Tarnów) – XI miejsce.

Mistrzostwa Polski Par Klubowych:
- 1992 (Gorzów Wielkopolski) – II miejsce,
- 1993 (Grudziądz) – I miejsce,
- 1994 (Leszno) – I miejsce,
- 1995 (Częstochowa) – I miejsce,
- 1996 (Gniezno) – I miejsce,
- 1997 (Bydgoszcz) – I miejsce,
- 1998 (Gorzów Wielkopolski) – II miejsce,
- 2001 (Piła) – VII miejsce,
- 2002 (Wrocław) – I miejsce,
- 2003 (Leszno) – IV miejsce.

Drużynowe Mistrzostwa Polski:
- Mistrz Polski: 1992, 1997, 1998, 2002 (wraz z Polonią Bydgoszcz); 1999 (wraz z Polonią Piła); 2004, 2005 (wraz z Unią Tarnów).
- Wicemistrz Polski: 1993 (Polonia Bydgoszcz); 2000 (Polonia Piła).
- III miejsce: 1995, 2003 (Polonia Bydgoszcz).

Złoty Kask:
- Zwycięstwa w 1996 i 1998.

## Inne ważniejsze turnieje
| Osiągnięcia: | Osiągnięcia: | 10. miejsce (1996) | 10. miejsce (1996) | 10. miejsce (1996) | 10. miejsce (1996) |
| Sezon        | Miasto       | Msc                | Pkt                | Biegi              | Kluby              |
| 1996         | Gorzów Wlkp. | 10                 | 7                  | (w,1,1,2,3)        | Bydgoszcz          |
| 2001         | Gorzów Wlkp. | 11                 | 6                  | (d,0,d,3,3)        | Piła               |